# Китайско-сирийские отношения
Китайско-сирийские отношения — дипломатические отношения между Китайской Народной Республикой и Сирийской Арабской Республикой. Дипломатические отношения между странами были установлены 1 августа 1956 года. Китай имеет посольство в Дамаске, Сирия имеет посольство в Пекине.

## Сирийский кризис
Китай был одной из немногих стран, которая выступала за политическое урегулирование кризиса и призывала мировое сообщество не вмешиваться во внутренние дела Сирии.
Китай совместно с Россией неоднократно накладывали вето на резолюции Совбеза ООН по Сирии, согласно которым на Сирию могли наложить санкции за эскалацию насилия в стране.

## Экономическое сотрудничество
В 2009 году двусторонний торговый оборот между двумя странами составил $2,2 млрд долларов США согласно данным Международного валютного фонда. Торговля проходит практически в одну сторону. Экспорт из Сирии составляет менее 1 % от общего объема торговли, что составляет $5,6 млн, в том время как экспорт из Китая в Сирию составляет $2,2 млрд, делая Китай основным импортером товаров в Сирию. Китай активно участвует в нефтяной промышленности Сирии. Китайская национальная нефтегазовая корпорация — партнёр Сирийской национальной нефтяной компании и Royal Dutch Shell в их совместном предприятии Al-Furat Petroleum Company, главной нефтеперерабатывающей компании в стране.
18 марта 2019 года Сирия и Китай подписали соглашение о финансовом и техническом сотрудничестве, которое предусматривает предоставление Китаем САР очередного финансового гранта в размере 100 млн китайских юаней, что эквивалентно $17 млн.

## Военное сотрудничество
В 1969 году начальник штаба Мустафа Тлас вел военную миссию в Пекине для обеспеченных сделок по оружию с китайским правительством.
Своим ходом, рассчитанным на то, чтобы сознательно вынудить Советский Союз остаться в стороне от дальнейших споров в Сирии, Мустафа Тлас позволил себя сфотографировать в позе, в которой он размахивал «Маленькой красной книгой» Мао Цзэдуна. Это произошло всего через два месяца после кровопролитных столкновений между китайскими и советскими войсками на реке Уссури.
В 1991 Китай продал Сирии миниатюрный нейтронный реактор SRR-1. В 2015 году Сирия заявила о готовности отправить уран обратно в Китай, в период разоружения её химического оружия.
В 1993 и 1996 Китай помогал Сирии в осуществлении ракетно-баллистических программ.
19 октября 1999 года министр обороны Китая генерал Чи Хаотянь встретился с министром обороны Сирии Мустафой Тлас в Дамаске, чтобы обсудить расширение военных связей между Сирией и Китаем.